# شارلروآ ۱۷۴۲۸
سیارک ۱۷۴۲۸ (به انگلیسی: 17428 Charleroi، نامگذاری:1989DL) هفده هزار و چهارصد و بیست و هشتمین سیارک کشف شده‌است که در ۲۸ فوریه ۱۹۸۹ کشف شد.